# 松树镇 (清水县)
松树镇，是中华人民共和国甘肃省天水市清水县下辖的一个乡镇级行政单位。
2016年，甘肃省民政厅批复同意撤销松树乡，设立松树镇。

## 行政区划
松树镇下辖以下地区：
时家村、下曹村、椅山村、文湾村、代王村、文寨村、友爱村、堡子村、大柳村、邵湾村、松树村、大庄村、杏林堡村和左李村。